# Эллинген (Баден-Вюртемберг)
Эллинген (нем. Öllingen) — община в Германии, в земле Баден-Вюртемберг. 
Подчиняется административному округу Тюбинген. Входит в состав района Альб-Дунай.  Население составляет 517 человек (на 31 декабря 2010 года). Занимает площадь 8,09 км².